# De Brug/De Kade (kantoorgebouw te Rotterdam)

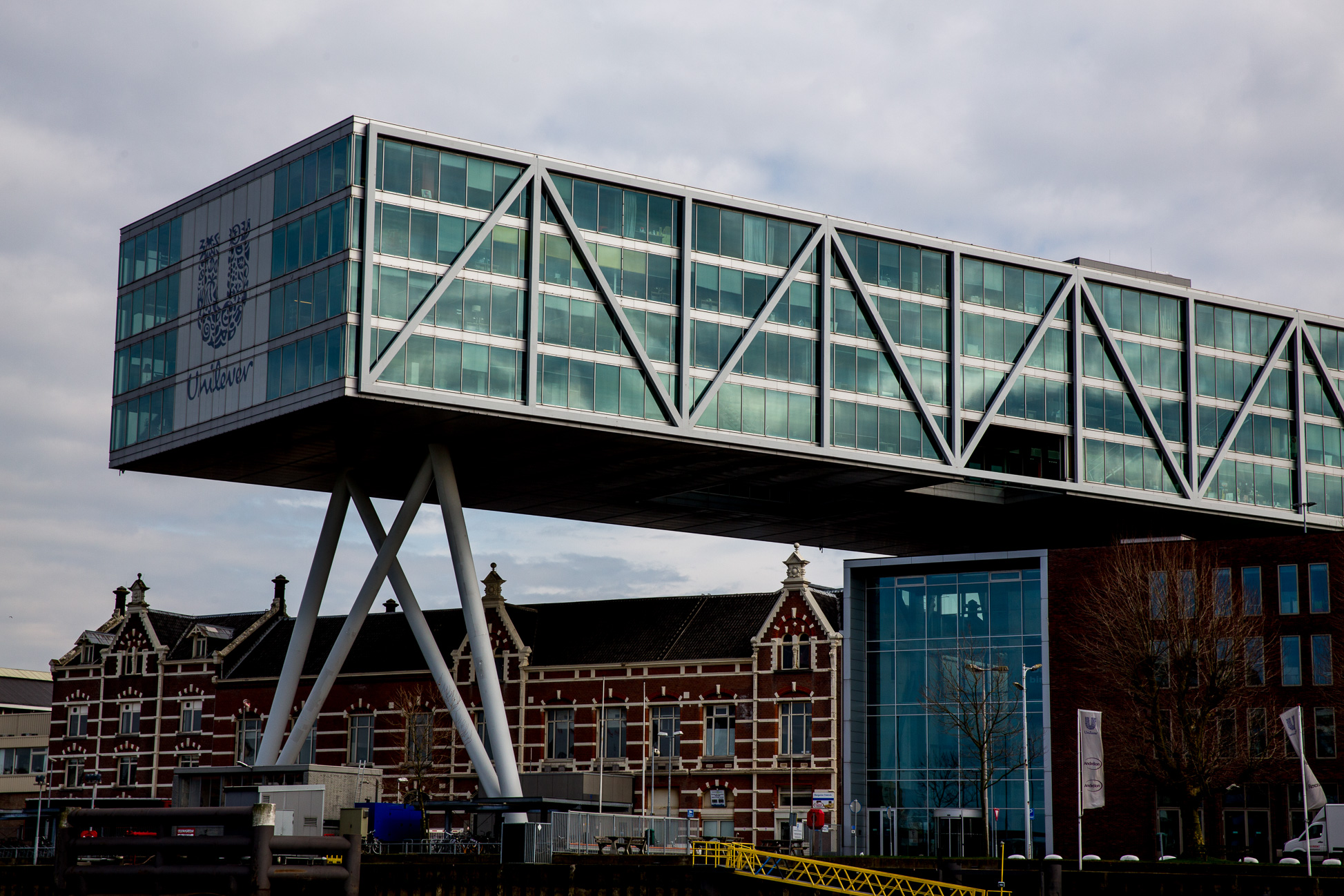
De Brug / De Kade

De Brug/De Kade is de naam van een kantoorgebouw aan de Nassaukade 5 te Rotterdam. Het is ontstaan uit een samenwerking tussen Dura Vermeer, West 8 Urban Design & Landscape Architecture en JHK Architecten waarbij de herinrichting van het Oranjeboomterrein en een nieuw kantoor voor Unilever Nederland aan de Nassaukade te Rotterdam tot een idee van een als een brug boven de oude boterfabriek zwevend kantoorgebouw werd samengevoegd. Het gebouw werd in april 2005 opgeleverd.